# رابروکورکومین
رابروکورکومین (به انگلیسی: Rubrocurcumin) با فرمول شیمیایی C23H19BO10 یک ترکیب شیمیایی است. که جرم مولی آن ۴۶۶٫۱۹ گرم بر مول می‌باشد. شکل ظاهری این ترکیب، قرمز جامد است.